# 卢杰克·布卡奇
卢杰克·布卡奇（捷克語：Luděk Bukač，1935年8月4日—2019年4月20日），捷克男子冰球运动员。他曾带领捷克斯洛伐克国家队参加1984年冬季奥林匹克运动会冰球比赛，结果队伍获得一枚银牌。